# 스파이 독
《스파이독 - 밀수 조직 소탕 작전》은 앤드루 코프가 쓴 소설이다. 한국에서는 좋은책 어린이가 발행하고 있다.

## 줄거리
얼마 전 쿡 씨 가정에 강아지 라라가 입양된다. 이 녀석은 언뜻 보기에는 평범한 강아지 같지만, 조금은 독특한 외모(한쪽은 쫑긋 올라가고, 한쪽은 축 처진 귀)만큼이나, 아니 그보다 훨씬 독특함을 지닌 강아지다. 비밀을 너무 일찌감치 알려 주는 것 같아 아쉽긴 하지만, 라라의 진짜 이름은 최고의 비밀 첩보 요원이다. 강아지가 무슨 비밀 첩보 요원이냐고 생각한다면 상상력을 좀 더 키운 후에 이 책을 읽을 것을 권한다.

라라는 맨손으로 싸우기, 휘파람 불기 뿐만 아니라 컴퓨터 사용이 가능하고, 무려 5개 국어를 구사한다. 또 게임의 여왕이며, 이밖에도 라라의 특기는 매우 많다. 라라는 영국 비밀 정보부로부터 고도의 훈련을 받고 세계 곳곳의 위험한 임무를 수행하던 중 마약 밀수 조직의 두목에게 쫓기는 신세가 되고 만다. 그리하여 라라는 비밀 작전 수행을 위해 평범한 강아지로 위장한 채 현재 쿡 씨 가정에 입양되어 평범하게, 아니 평범해 보이기 위해 무진장 애쓰며 살아가고 있다. 벤, 소피, 올리 오누이와 엄마, 아빠의 사랑을 독차지하고 있다.

사랑스러운 애완견인 동시에 비밀 정보부의 첩보 요원인 라라의 작전은 이 세상에 악당과 범죄가 살아 숨 쉬는 한 계속될 것이다.
1~5권까지는 신혜경이 번역을 했고,6권부터는 김옥수가 번역을 하고 있다. 현재 10권이 최근에